# 曹琚
曹琚（1457年—？），字仲玉，湖廣郴州直隸州桂陽縣人，明朝政治人物。

## 生平
成化十六年（1480年）庚子科湖廣鄉試第七十九名舉人，弘治九年（1496年）丙辰科二甲第五十三名進士。正德三年（1508年）出為廣州府知府，七年（1512年）調梧州府知府。

## 家族
曾祖曹仕仁；祖父曹榮啟，都司知事；父曹章，都昌縣主簿。母蒙氏。